# Вестлі Гаф
Вестлі Гаф  (англ. Westley Gough, 4 травня 1988) — новозеландський велогонщик, олімпійський медаліст.

## Виступи на Олімпіадах
| Олімпіада   | Дисципліна                                 | Місце |
| ----------- | ------------------------------------------ | ----- |
| Пекін 2008  | Командна гонка переслідування, 4000 метрів | 3     |
| Лондон 2012 | Командна гонка переслідування, 4000 метрів | 3     |

## Зовнішні посилання
- Досьє на sport.references.com [Архівовано 3 грудня 2016 у Wayback Machine.]